# Musée d'Art populaire américain
Le Musée d'art populaire américain (ou  Museo de Arte Popular Americano) est un musée dépendant de l'Université du Chili. Il fut créé pour le premier centenaire de l'Université en 1942. À cette occasion, l'Université reçut de nombreux dons, parmi lesquels des collections de pièces d'art populaire provenant de plusieurs pays, qui constitue une très large part de la collection actuelle du musée.
Le musée est situé dans la ville de Santiago du Chili, dans la rue Compañía 2691, dans le quartier brésilien (Barrio Brasil).